# 1892 ve fotografii
Tento článek obsahuje významné fotografické události v roce 1892.

## Události
- Byla zavedena izolační vrstva pro snížení halace.
- Ve Velké Británii byl založen fotografický spolek The Linked Ring.
- Byla založena Fédération photographique de France (Francouzská fotografická federace), které předsedal Pierre Janssen.
- Vznikla fotografická společnost Société havraise de photographie v Le Havre.

## Narození v roce 1892
- 17. ledna – Iosif Berman, rumunský fotograf a žurnalista († 17. září 1941)
- 14. února – Fred Zinn, americký průkopník fotografování ze vzduchu a vojenského zpravodajství († 4. srpna 1960)
- 15. února – Nickolas Muray, maďarsko-americký fotograf a olympijský šermíř († 2. listopadu 1965)
- 30. března – Johannes Pääsuke, estonský fotograf a filmař († 8. ledna 1918)
- 21. května – Johannes Molzahn, německý fotograf, grafik a malíř († 31. prosince 1965)
- 2. července – Přemysl Koblic, český fotograf a chemik († 19. listopadu 1955)
- 19. července – Suzanne Malherbe, francouzská fotografka († 19. února 1972)
- 20. října – Branson DeCou, americký fotograf († 12. prosince 1941)
- 2. listopadu – Oleksander Hryhorovyč Pežanskyj, ukrajinský architekt, fotograf, malíř, voják ukrajinské haličské armády (†  31. srpna 1972)
- 25. listopadu – Fran Krašovec, slovinský fotograf († 15. ledna 1969)
- ? – Lang Ťing-šan, čínský fotograf († 1995)
- ? – Maurice Day, americký fotograf († ?)
- ? – Karl Lärka, švédský fotograf a žurnalista († ?)
- ? – Daniel Masclet, francouzský fotograf († ?)
- ? – Albert Rudomine, francouzský fotograf († ?)
- ? – Joaquín Ruiz Vernacci, španělský fotograf († ?)
- ? – André Vigneau, francouzský fotograf († ?)

## Úmrtí v roce 1892
- 23. března – František Fridrich, český fotograf (* 21. května 1829)
- 24. března – Emily Florence Cazneau, novozélandská umělkyně a profesionálním fotografka (* 14. května 1855)
- 3. července – Jean-Baptiste Dulac, francouzský architekt a fotograf zapálený pro historii, archeologii a dědictví (* 3. června 1822)
- 28. srpna – Félix Teynard, francouzský fotograf (* 14. ledna 1817)
- 7. prosince – Joseph-Philibert Girault de Prangey, francouzský fotograf a kreslíř (* 21. října 1804)
- ? – Filippos Margaritis, řecký malíř a průkopník fotografie (* 1810)